# XVIII Dicembre (métro de Turin)
XVIII Dicembre est une station de la ligne 1 du métro de Turin, située piazza XVIII Dicembre à Turin.